# 索波特山麓冰川

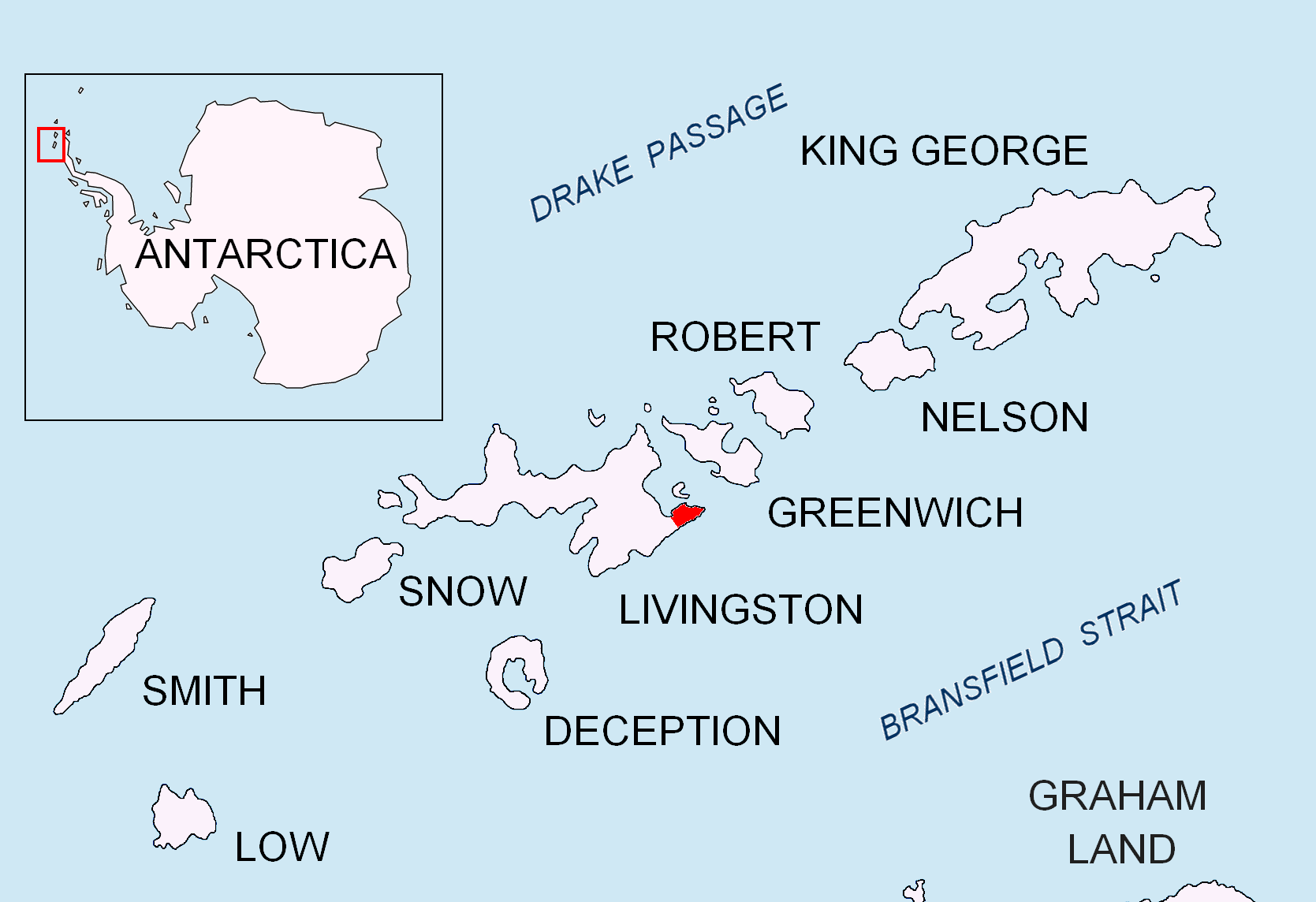

索波特山麓冰川是南極洲的冰川，位於南設得蘭群島中利文斯頓島的布爾加斯半島，長7.5公里、寬2.4公里，流經德爾切夫嶺北坡，最終注入月灣，以保加利亞的城鎮命名。
62°37′15″S 59°54′00″W / 62.62083°S 59.90000°W

## 外部連結
- SCAR Composite Gazetteer of Antarctica （页面存档备份，存于）